# Abhaya-mudra

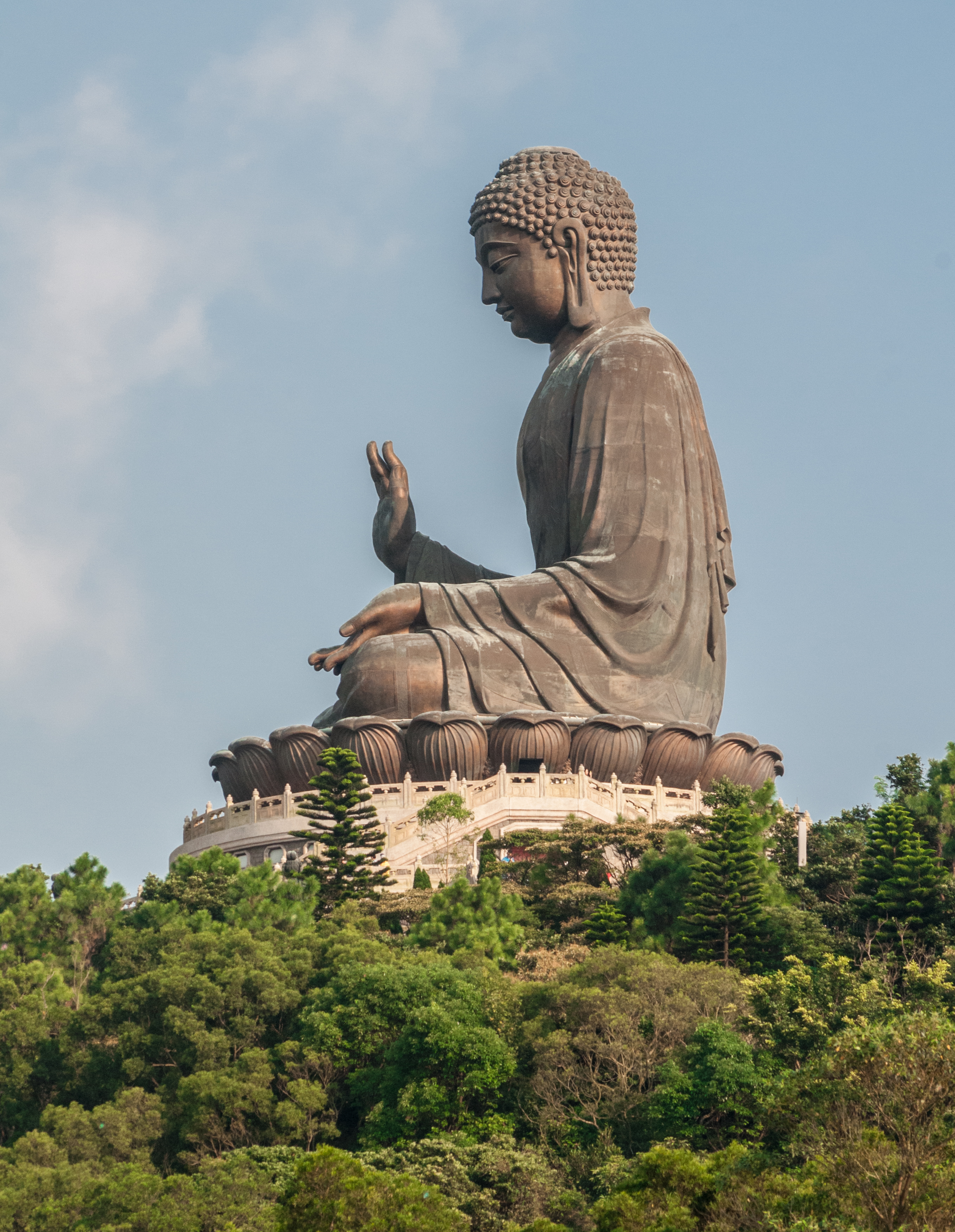
Abhaya-mudrā. Grand Bouddha de Hong-Kong.

L’abhaya-mudrā (devanagari : अभयमुद्रा ; japonais: semui-in (施無畏印); tibétain : མི་འཇིགས་པའི་ཕྱག་རྒྱ, Wylie : mi 'jigs pa'i phyag rgya) est une mudrā c'est-à-dire une position définie de la main, dans la culture indienne. Abhaya signifie en sanskrit « absence de peur (a privatif et bhaya, crainte), d'où : paix, sécurité ». 

## Un geste quasi universel
Si, en tant que mudrâ, l'abhaya est propre à l'hindouisme et au bouddhisme, ce geste ne se limite pas à cette aire culturelle. Cependant, la main tendue devant soi esquissant ce geste est largement répandue dans l'iconographie, et il semble qu'il s'agisse là d'un mouvement naturel de la main. Ce geste apparaît sans doute dans le Moyen-Orient antique (on le rencontre dans le Gandhara, ainsi que dans la Perse antique avec Ahura Mazda) et il se répand vers l'ouest, dans l'aire méditerranéenne. La main droite d'un roi ainsi tendue a un pouvoir magique; on la retrouve dans la Rome antique, sous le nom en latin de magna manus (main toute-puissante). Il y a sans doute là un lien étroit avec le pouvoir de sauver que l'empereur romain manifestait par ce geste, qui révélait le lien unissant l'empereur au divin. On a retrouvé des pièces de monnaie représentant des empereurs faisant ce geste. Par la suite, dans l'empire byzantin Byzance, on retrouve une similitude avec ce geste dans le Christ qui bénit de sa main droite et qui apparaît très tôt dans l'iconographie chrétienne.
D'autre part, l'archéologue Franz Cumont dessine les grandes lignes de l'évolution de ce geste chez les peuples sémites:

« L’élévation de la main droite est un geste rituel des Sémites. II est très souvent figuré sur les monuments et on le trouve prêté aussi bien aux dieux qu’à leurs adorateurs. II apparait déjà sur les bas-reliefs et les sceaux babyloniens. On le rencontre en Phénicie et en Syrie, sur les stèles de Byblos, de Neirab et d’Oumm-el-Awamid et plus tard sur plusieurs monuments palmyréniens. Les Phéniciens le transportèrent à Carthage et on en peut citer en Afrique une quantité d’exemples. Il est même reproduit en Egypte sur un bas-relief hellénistique figurant un sacrifice à Astarté Hathor. 
Le geste de lever la main est proprement une menace, et il a pris ainsi très naturellement une signification apotropaïque: la main droite ouverte a conservé ce caractère jusqu’à nos jours dans tous les pays sémitiques, en Asie comme en Afrique. Lorsqu’il est fait par le dieu, il protège ses serviteurs contre toutes les influences malignes et les esprits mauvais et devient ainsi un signe tutélaire, un symbole de bénédiction. Quand c’est le fidèle qui le fait, il renforce ainsi sa prière ou son incantation et l’action de la main s'ajoute à celle des paroles consacrées pour écarter de lui tous les maux. »

## Représentations
L'abhaya-mudrā se fait en principe avec la main droite. Il consiste à placer la main ouverte en face de soi à la verticale élevée dans un geste de protection, la paume ouverte et les doigts joints. Le pouce est adjacent aux autres doigts. L'avant-bras est plié à angle droit. En position du lotus, l'avant-bras gauche et la main gauche sont posés à plat sur la cuisse gauche. En position debout, la main et le bras gauches peuvent prendre la même posture ou être le long du corps. Quand la mudrâ est réalisée avec les deux mains levées, on a alors une double abhaya-mudrâ.

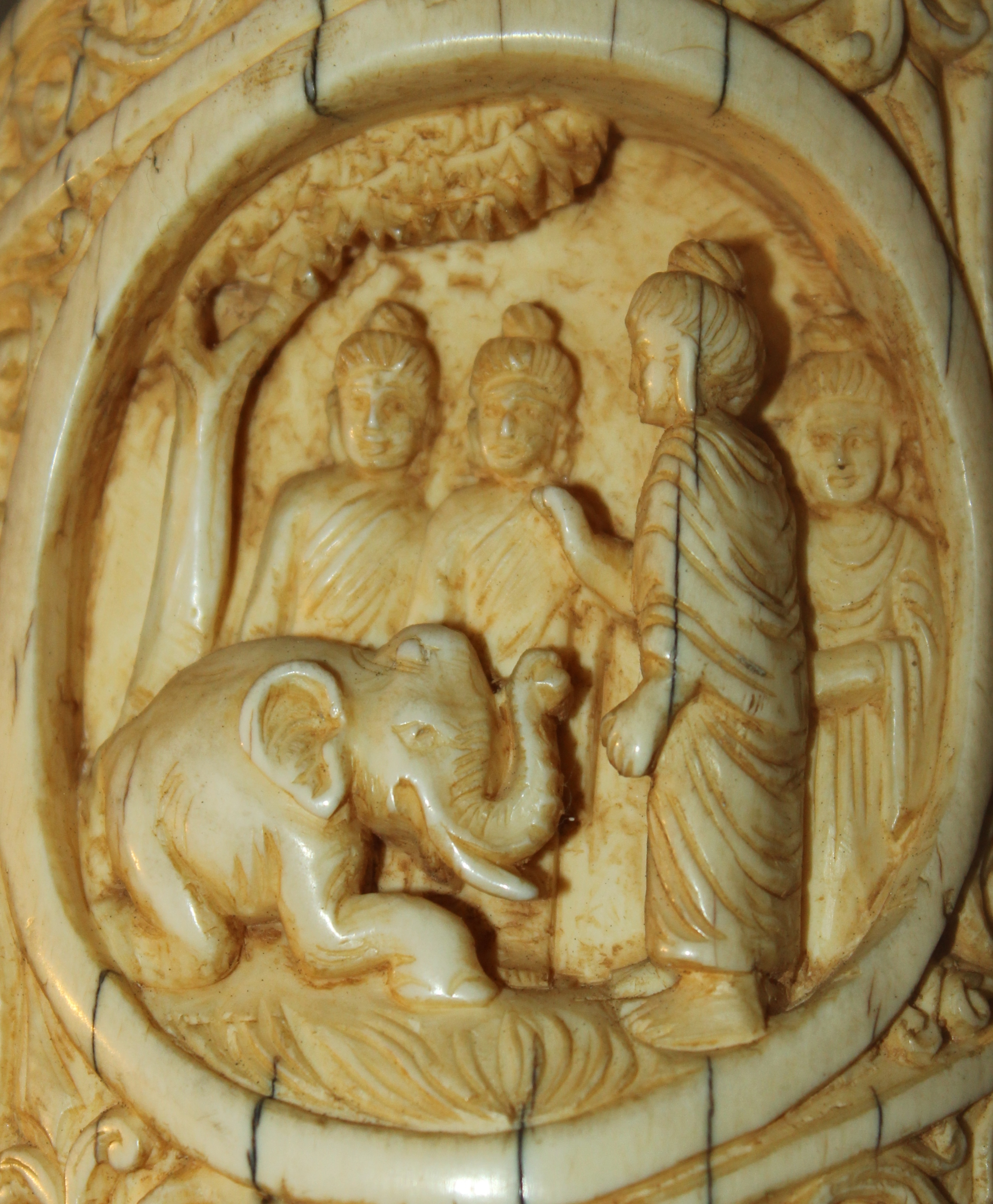
Le Bouddha fait l'abhaya-mudrâ et calme l'éléphant qui le charge. '. XXe siècle. Musée national (New Delhi),.

Il arrive cependant que la mudrâ soit marquée par la main gauche, tandis que la droite pend le long du corps. Il est possible que le grand Bouddha de Bamyan (38 m de haut) ait esquissé l'abhaya mudrâ. D'autre part, on a découvert à Mîrân, au sud-est du bassin du Tarim, dans les restes d'un stûpa, une fresque du Bouddha avec six disciples, dans lequel Shâkyamuni fait l'abhaya mudrâ de la main droite mais avec le pouce replié dans la paume, ce qui est vraiment inhabituel. 

## Dans le bouddhisme
Dans le bouddhisme, la mudrâ de l'abhaya est liée à une histoire célèbre qui met aux prises le Bouddha Shâkyamuni et son cousin Devadatta. Ce dernier, fort mal disposé envers Shâkyamuni et désireux de lui nuire enivra un éléphant qu'il lança ensuite contre le Bouddha. Mais au moment où l'animal qui chargeait allait le renverser, Shâkyamuni leva sa main droite en sa direction, avec les doigts tendus, et l'éléphant se calme aussitôt et s'agenouille. Ce faisant, le Bouddha montre le triomphe de la bienveillance sur le mal, grâce à la force intérieure, et donne aussi à voir la non-violence (ahimsa) en acte,.

### La mudrâ et son symbolisme
Un sûtra japonais (Taisho n° 997) décrit ainsi la mudrâ : « La main droite présente la paume ; les cinq doigts, tendus verticalement au niveau de l'épaule, sont tournés vers l'extérieur. Le geste est appelé semui [abhaya]. Cette mudrâ a le pouvoir de donner la tranquillité et l'absence de peur à tous les êtres. »
L'abhaya-mudrā est aussi associée aux instants qui suivent l'éveil du Bouddha, et nombre de représentations figurent ainsi le Bouddha debout avec cette mudrâ, marquant ainsi la sécurité, la sérénité et la compassion (karuna) qui viennent de cet éveil. Il s'agit donc d'un geste qui induit réconfort et de salut, qui dissipe la peur et accorde une protection divine et la béatitude au fidèle. C'est une des premières mudrā que l'on trouve représentées dans un certain nombre d'images[réf. souhaitée] hindoues, bouddhistes et jaina.

## Galerie

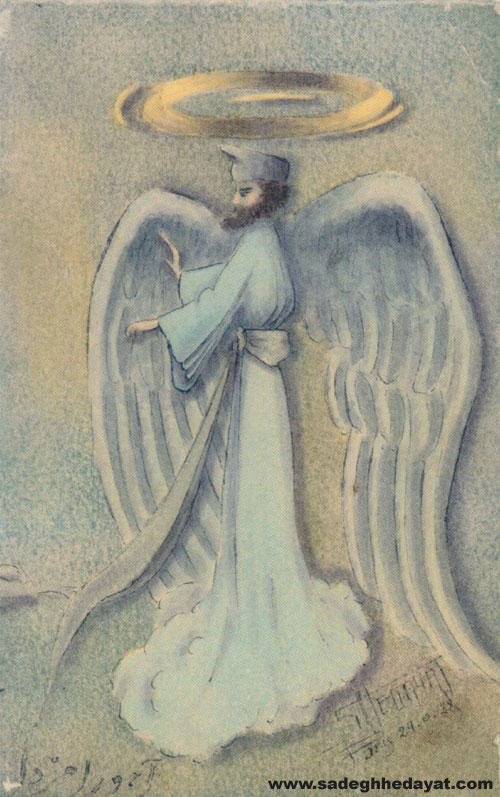
Représentation de Ahura Mazda par Sadegh Hedayat (?).
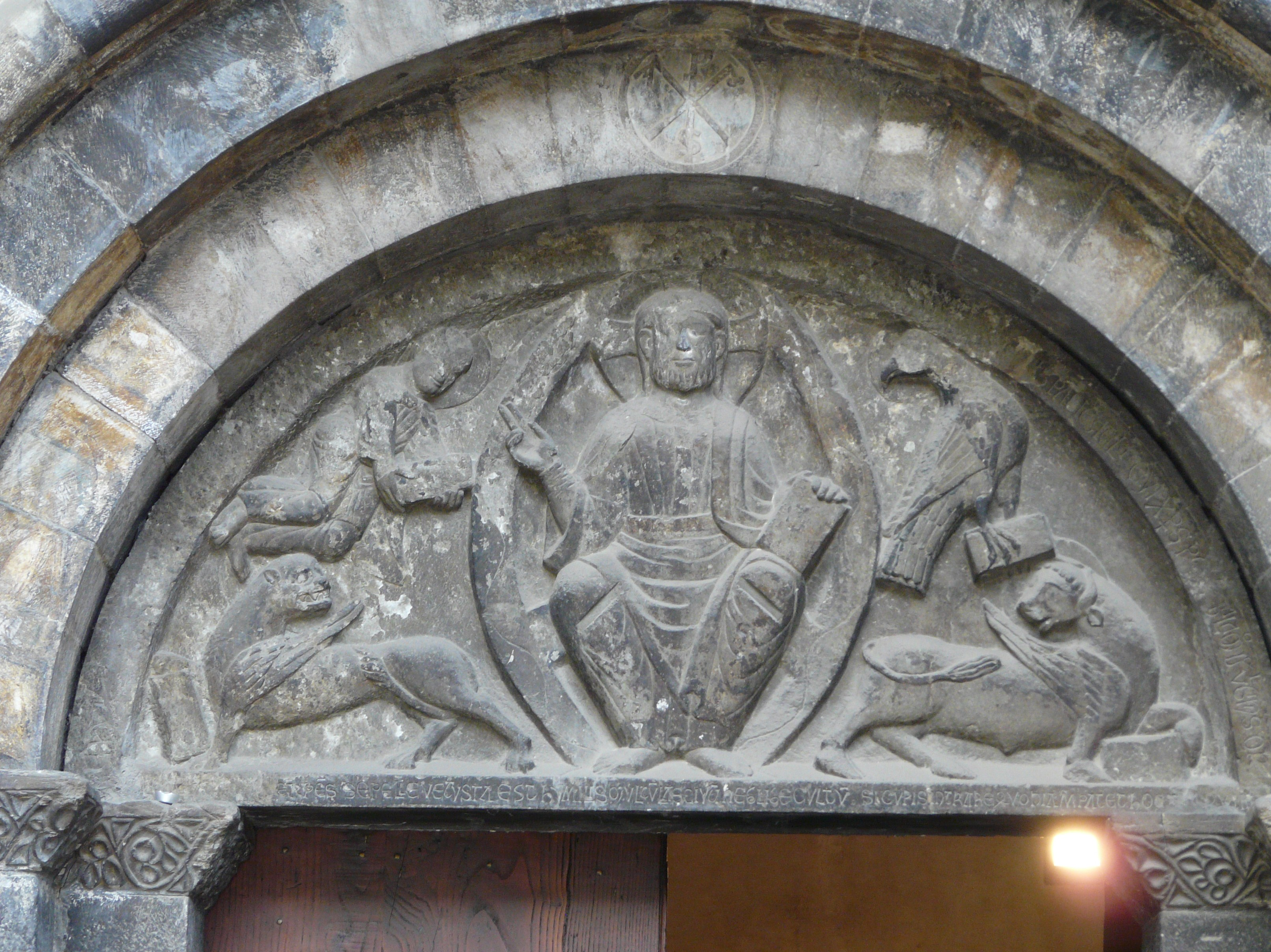
Christ bénissant. Tympan de l'église des Templiers. Luz-Saint-Sauveur.
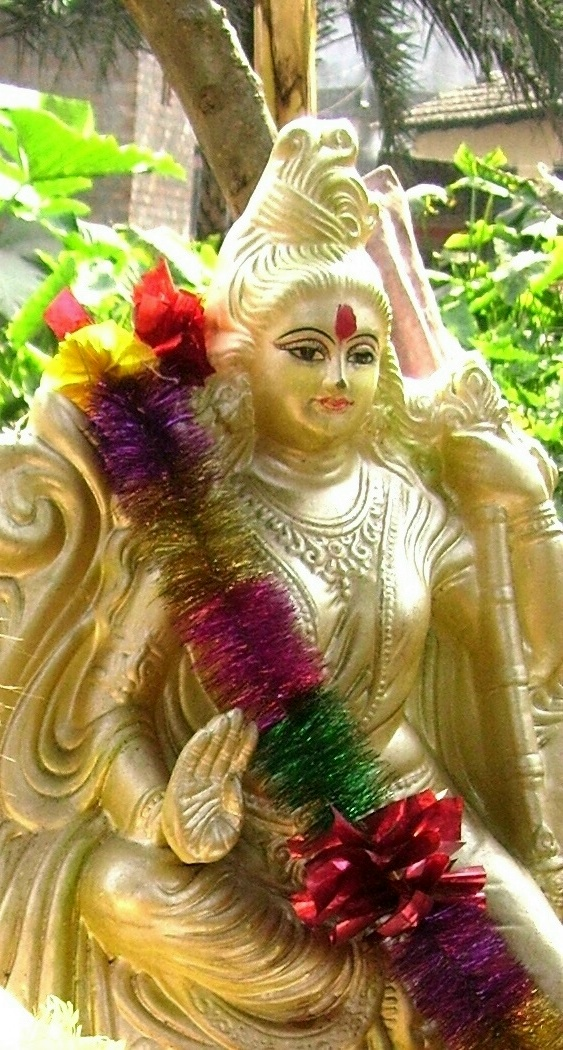
La déesse hindoue Sarasvati dans l'abhaya mudrâ.
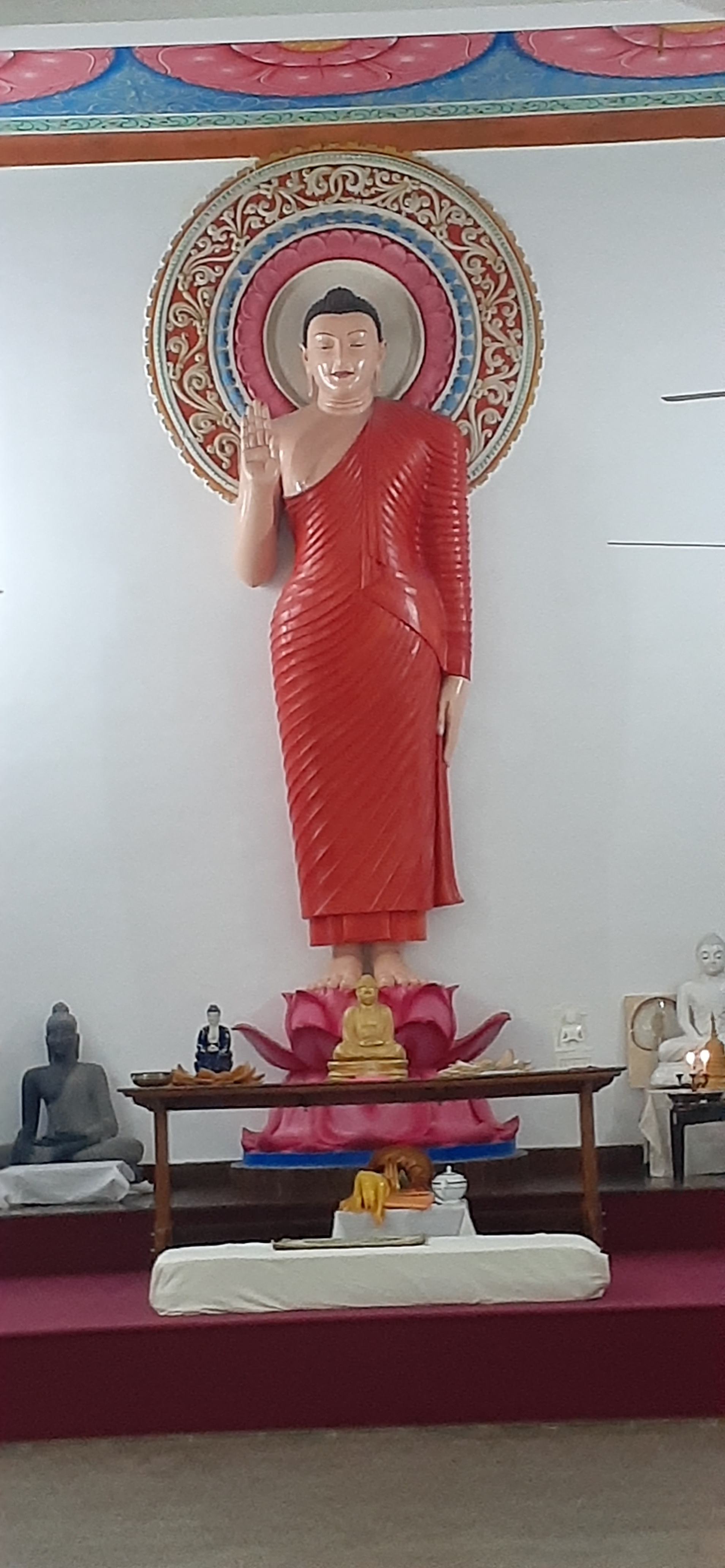
Abhaya mudra. Temple srilankais de Chennai.
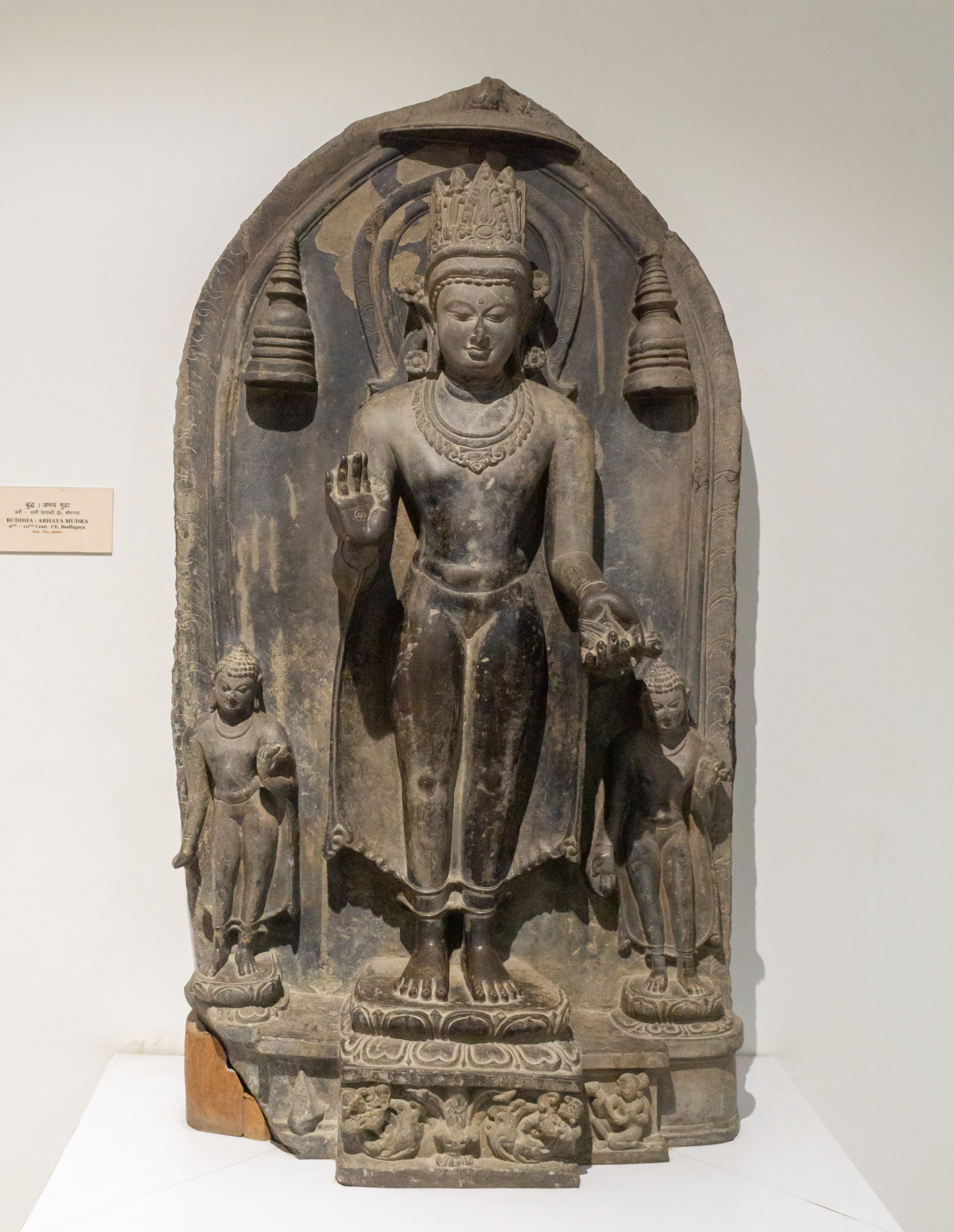
Abhaya Mudra. IXe ou Xe siècle de notre ère. Bodhgaya Museum.
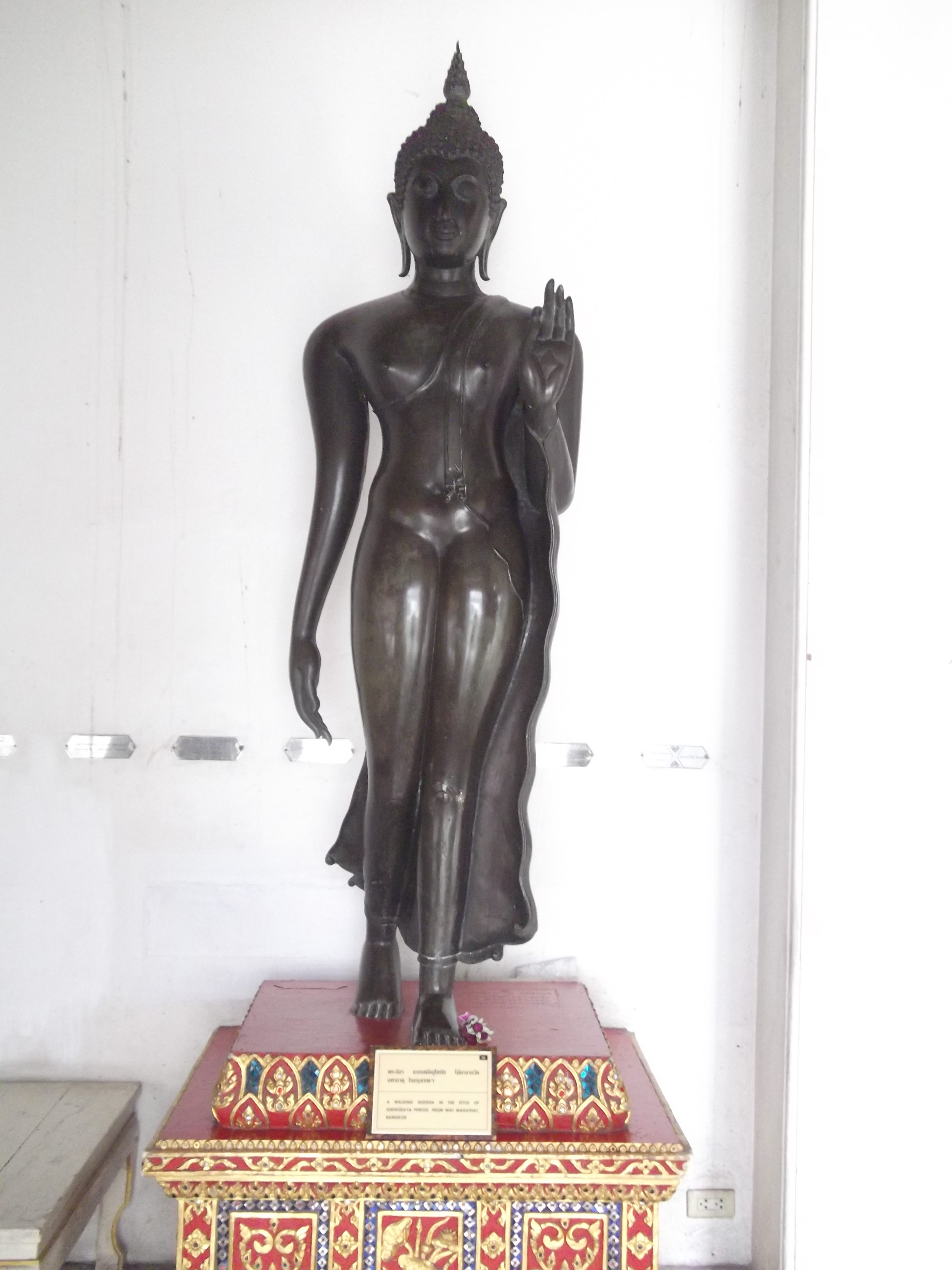
Abhaya mudrâ de la main gauche. Wat Benchama Bophit, Bangkok. À noter que le Bouddha marche.
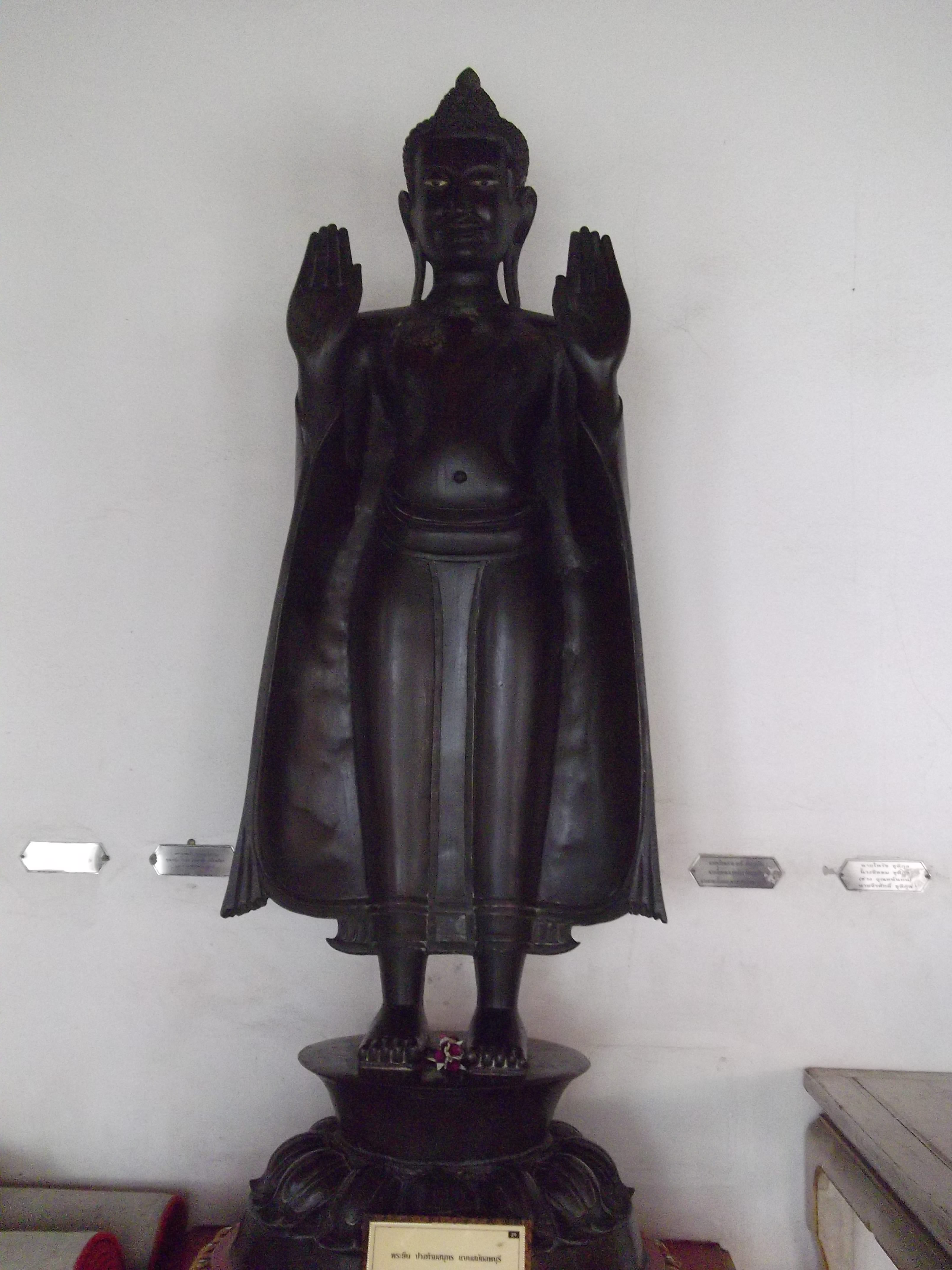
Abhaya mudrâ avec les deux mains. Wat Benchama Bophit, Bangkok.
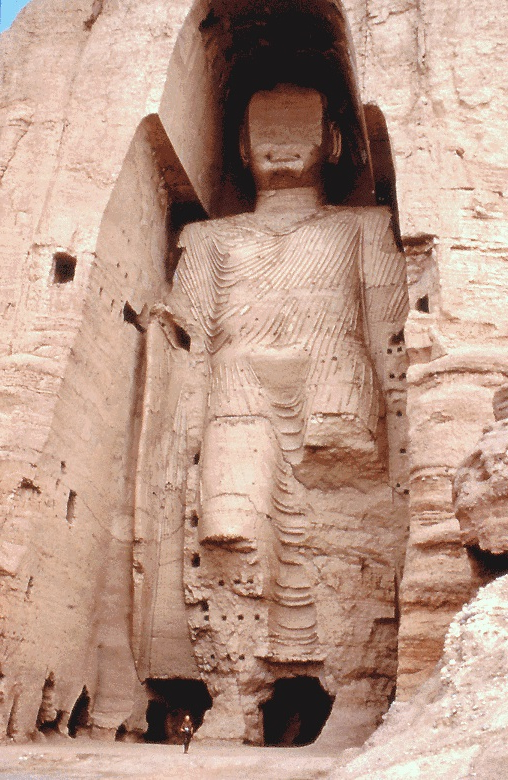
Grand Bouddha de Bamyan (hauteur 38 m).
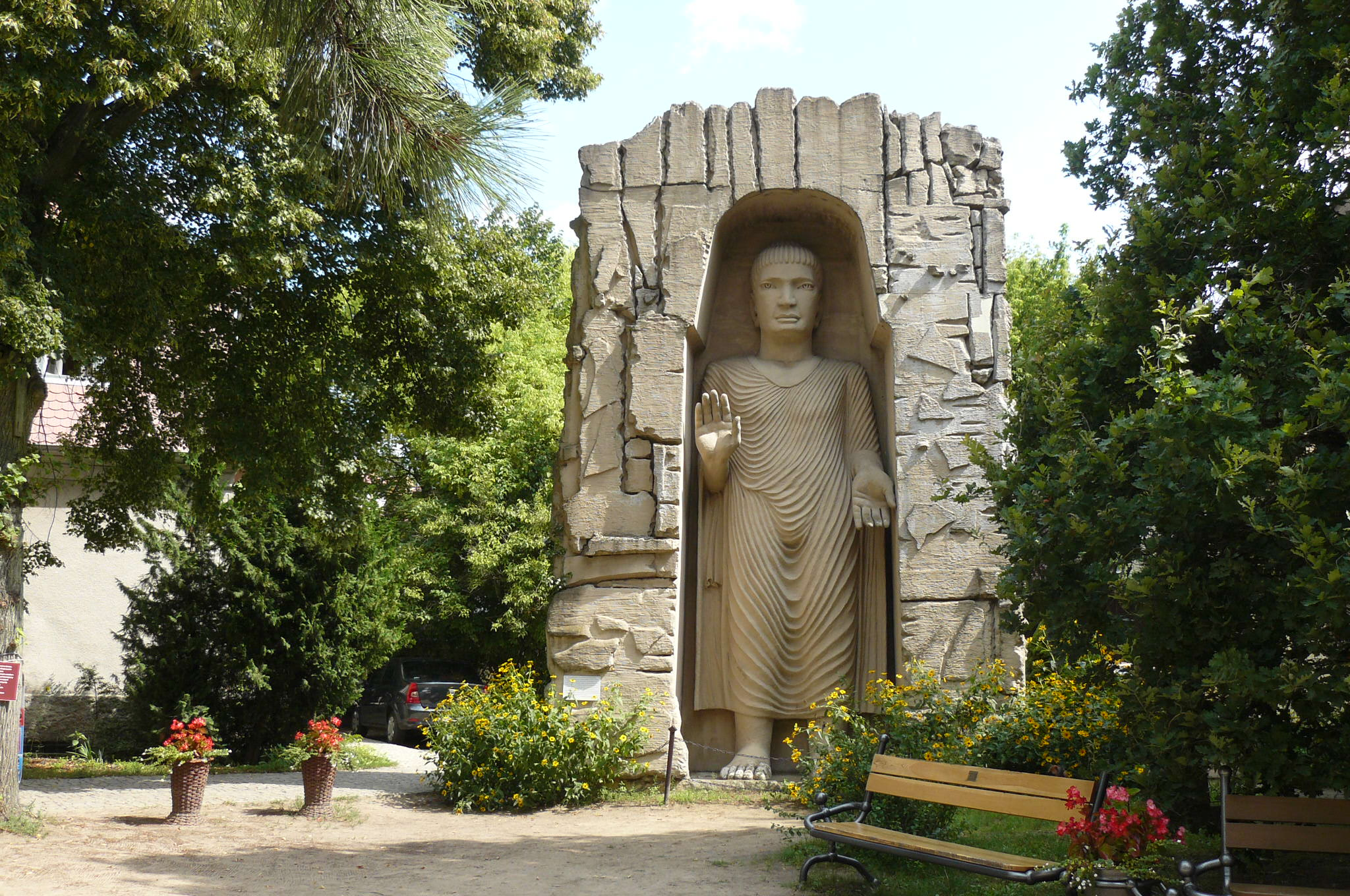
Et une reconstitution possible (Arkady Fiedler Museum, Puszczykowo, Pologne).
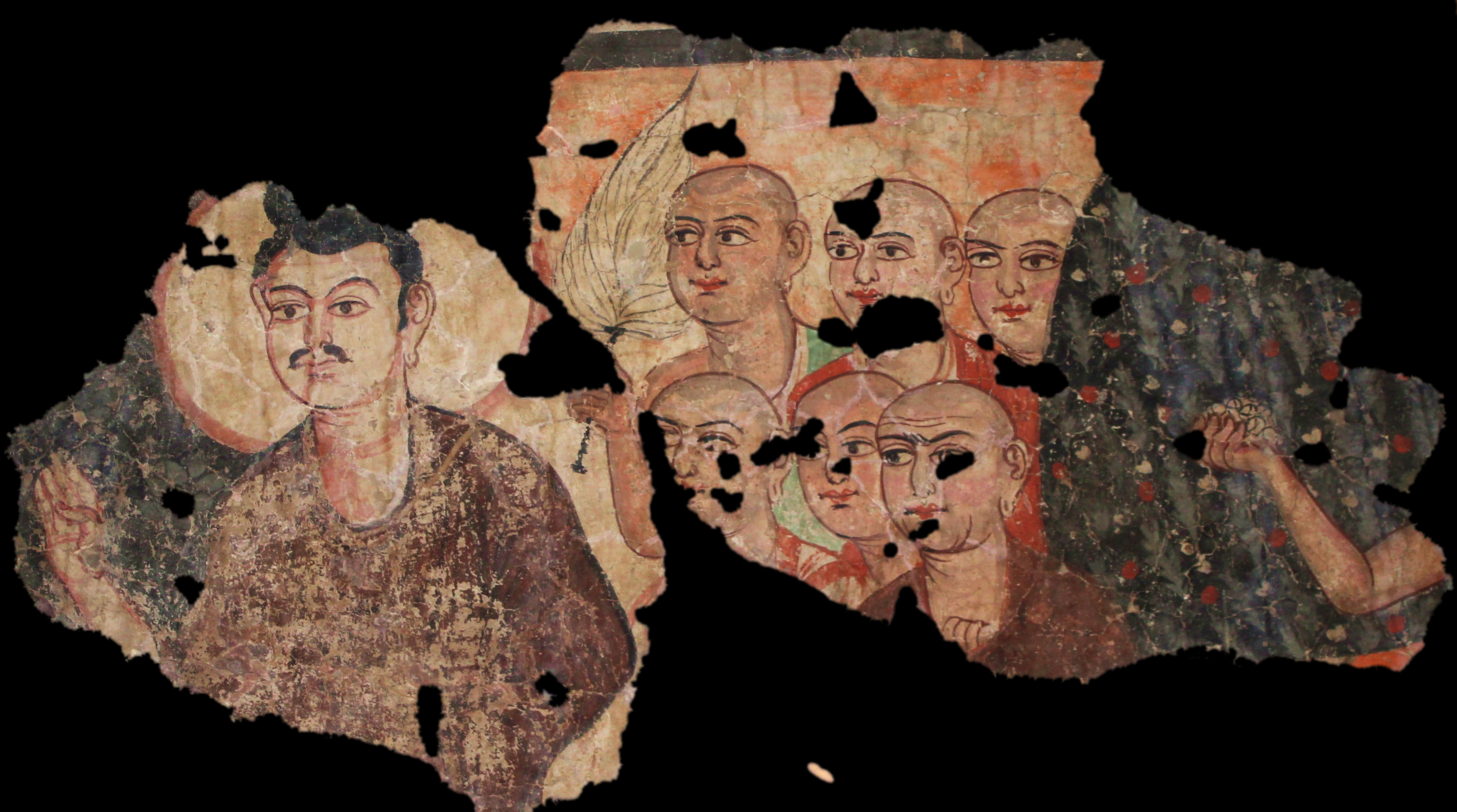
Mîrân. Fresque du Bouddha et six disciples. Remarquer l'abhaya, avec le pouce replié dans la paume.